# Gustave Rauline
Pour les articles homonymes, voir Rauline.
Gustave-Paul Rauline (1er juin 1822 à Feugères - 3 mars 1904 à Paris) est un homme politique français.

## Biographie
Petit-neveu de Louis Jean-Baptiste Auvray, Rauline était un riche propriétaire d'herbages, maire de Saint-Lô, conseiller général de Saint-Lô, puis de Marigny, vice-président de la Société d'agriculture. Il fut élu, en 1876, comme candidat bonapartiste dans l'arrondissement de Saint-Lô, député de la Manche. Il se fit inscrire au groupe de l'Appel au peuple, et vota pour le ministère de Broglie contre les 363.
Réélu, le 14 octobre 1877 et le 21 août 1881, il continua de figurer dans la minorité impérialiste.
Porté sur la liste conservatrice de la Manche, le 4 octobre 1885, il fut élu, le 1er sur 8, reprit sa place à droite, ne cessa de combattre de ses votes la politique scolaire, coloniale et économique des ministères républicaine.
Rauline est successivement réélu en 1889, 1893, 1898 et 1902. Il présida les séances d'ouverture des deux dernières législatures dont il fut membre, comme doyen de l'assemblée.
Il est le père de Marcel Rauline.

## Sources
- « Gustave Rauline », dans le Dictionnaire des parlementaires français (1889-1940), sous la direction de Jean Jolly, PUF, 1960 [détail de l’édition]